# 曹科
曹科（？—？），字淑四，號水峪，山西太原府石州寧鄉縣人，軍籍，明朝政治人物。

## 生平
嘉靖三十一年（1552年）壬子科山西鄉試第五十五名舉人，三十二年（1553年）中式癸丑科進士。工部觀政，授直隸三河縣知縣，升戶部主事，歷員外郎、郎中，四十三年（1564年）為河南汝寧府知府。歷任山東按察司天津兵備副使，隆慶二年二月以薦邊才，十二月升四川右參政，四年三月致仕歸。起復山東左參政，五年五月升陝西按察使，十二月升山東右布政使，萬曆元年（1573年）五月升山東左布政使，二年閏十二月升順天府府尹，三年三月致仕歸。

## 家族
曾祖曹威；祖父曹志廣；父曹希周，監生。母楊氏。弟曹種、曹秩。